# Siegfried Wagner

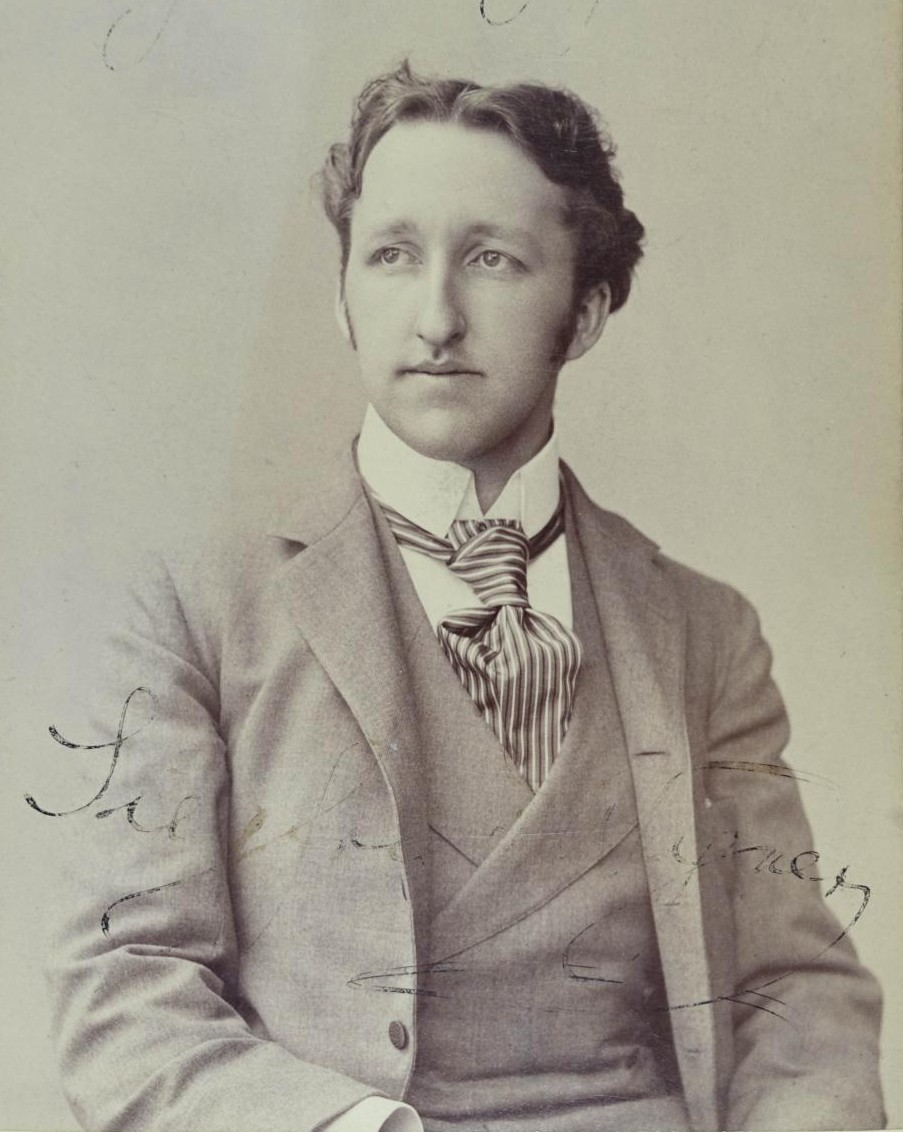
Siegfried Wagner (1896)

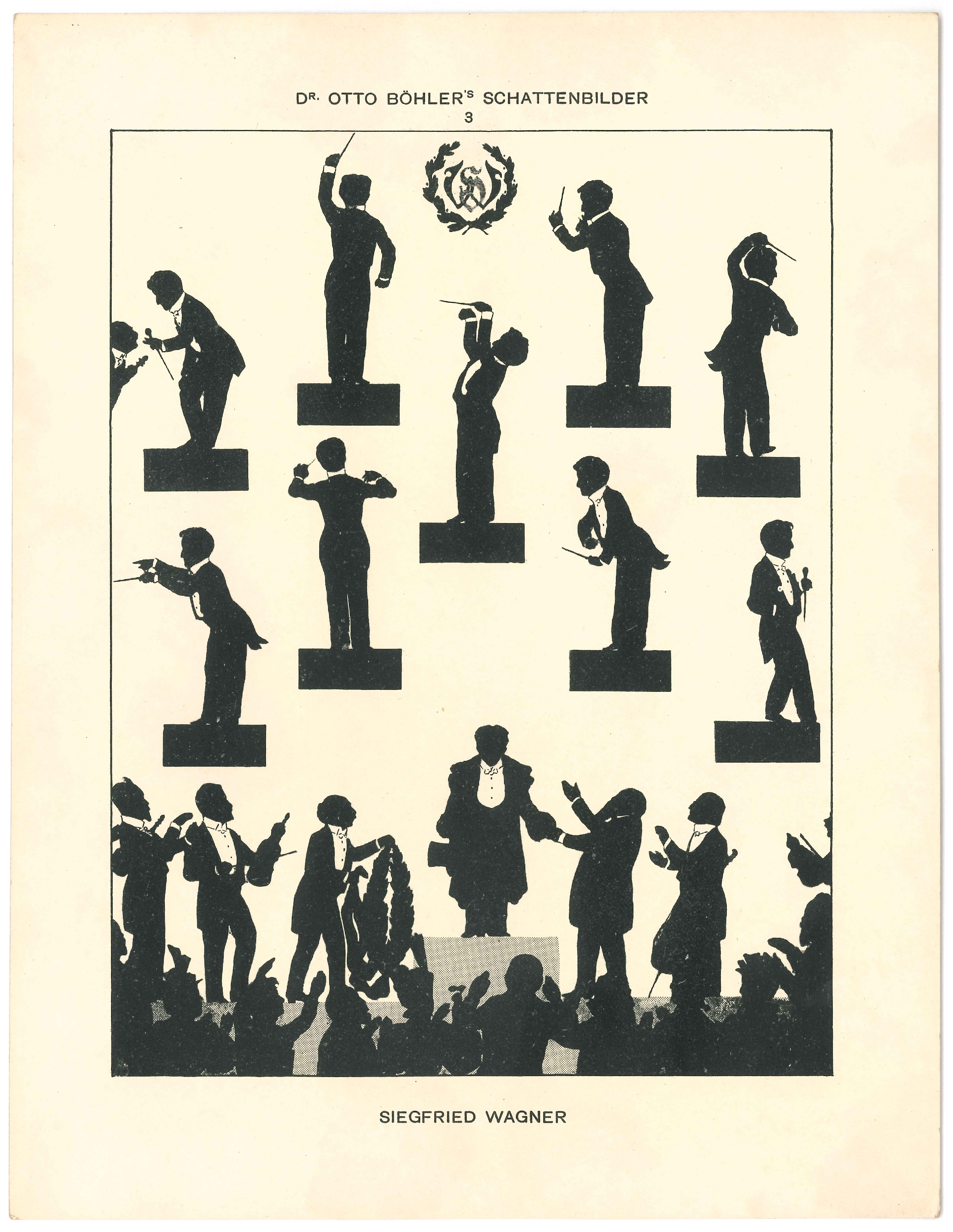
Siegfried Wagner als Dirigent; Silhouette von Otto Böhler

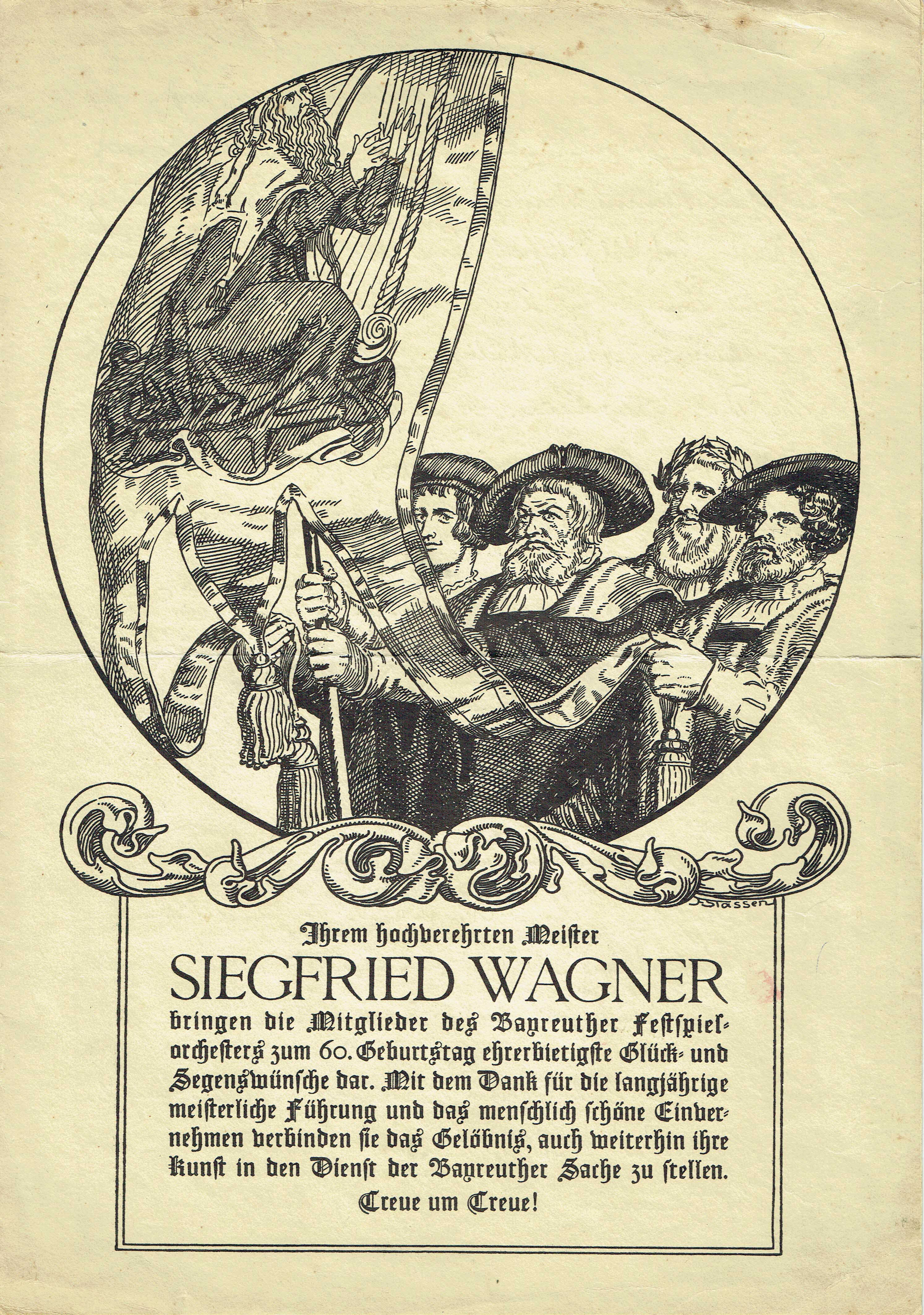
Geburtstagskarte des Bayreuther Festspiel-Orchesters für Siegfried Wagner zu seinem 60. Geburtstag 1929

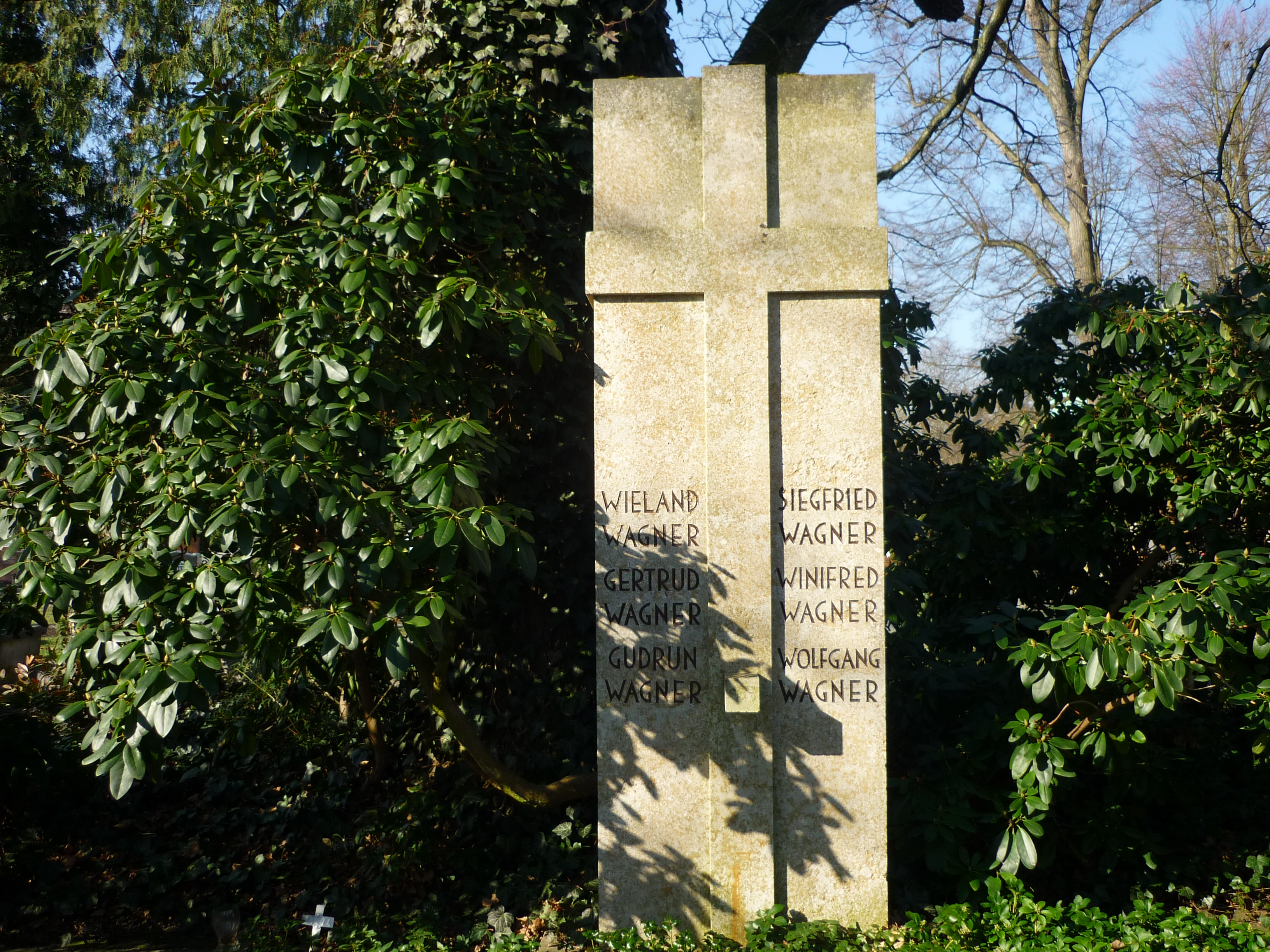
Grabstätte von Siegfried Wagner auf dem Bayreuther Stadtfriedhof

Siegfried Helferich Richard Wagner (* 6. Juni 1869 in Tribschen, Kanton Luzern, Schweiz; † 4. August 1930 in Bayreuth, Bayern, Deutsches Reich) war ein deutscher Komponist, Librettist und Dirigent. Von 1908 bis zu seinem Tod leitete er die Bayreuther Festspiele.

## Leben
Siegfried Wagner war das dritte Kind von Richard Wagner und Cosima Freifrau von Bülow, einer Tochter von Franz Liszt. Damit er den Nachnamen Wagner führen konnte, wurde Siegfried erst im Alter von vierzehn Monaten, am 4. September 1870, getauft. Eine Heirat der Eltern war erst in jenem Jahr möglich, nachdem Cosimas Scheidung von Hans von Bülow rechtskräftig geworden war.
Im Jahr 1870 komponierte Richard Wagner anlässlich der Geburt seines Sohnes das Siegfried-Idyll, eine Kammermusikkomposition, die auf Motiven aus der Oper Siegfried beruht und als Geburtstagsgeschenk für Cosima gedacht war.
Nach dem Tod des Vaters 1883 trug sich Siegfried Wagner zunächst mit dem Gedanken an ein Studium der Architektur, wandte sich aber dann doch der Musik zu. Seine musikalische Ausbildung erhielt er bei Engelbert Humperdinck und Julius Kniese. Seit 1896 trat Siegfried Wagner auch als Dirigent bei den Bayreuther Festspielen hervor.
Die These, dass Siegfried Wagner der Vater von Walter Aign (1901–1977), dem jüngsten Kind einer Bayreuther Pastorengattin gewesen sei, erweist sich aufgrund neuerer Forschungen von Brigitte Hamann als unzutreffend. 1889 begann Wagner eine intime Beziehung mit dem englischen Pianisten und Komponisten Clement Harris (1871–1897). Wagners Homosexualität machte ihn zur Zielscheibe von Erpressungen, derer er sich auf juristischem Wege zu erwehren suchte. Der Journalist Maximilian Harden bezeichnete Wagner öffentlich als „Heiland aus andersfarbiger Kiste“.
Im Jahr 1908 übernahm Siegfried Wagner von seiner Mutter die Leitung der Bayreuther Festspiele. Mit unermüdlichem Arbeitseifer gelang es ihm, die mit Beginn des Ersten Weltkrieges unterbrochene Festspieltradition 1924 wieder aufzunehmen. Zur Finanzierung der kostspieligen Festspiele – der Kartenverkauf hatte damals noch keineswegs den heutigen Umfang – unternahm Siegfried Wagner regelmäßig Konzertreisen als Dirigent, so zum Beispiel Anfang 1924 in die Vereinigten Staaten. Siegfried dirigierte dabei wechselnde Orchester. Die Tournee hatte allerdings nur mäßigen Erfolg: Statt der erhofften 200.000 Dollar blieben nur weniger als 10.000 Dollar für den geplanten Zweck.
1914 kündigte Wagner an, das gesamte Wagner-Erbe in eine Richard-Wagner-Stiftung des deutschen Volkes umzuwandeln. Im Jahre 1915 heiratete er auf Betreiben seiner Mutter die Engländerin Winifred Williams, die Pflegetochter Karl Klindworths. Der Ehe mit der späteren Bayreuther Festspielleiterin entstammen vier Kinder: Wieland, Friedelind, Wolfgang und Verena Wagner.
In den Jahren nach 1924 bemühte sich Siegfried Wagner um eine zeitgemäße Modernisierung der Festspielaufführungen, insbesondere auch durch die Verpflichtung des Bühnenbildners Kurt Söhnlein. 1925 übernahm er gemeinsam mit Winifred Wagner das Ehrenpräsidium des völkischen Bayreuther Bundes der deutschen Jugend.
Am 1. April 1930 starb seine Mutter Cosima Wagner, zu der er ein inniges Verhältnis hatte. Im Jahr 1930 war zudem eine Neuinszenierung des Tannhäuser geplant. Dafür verpflichtete Siegfried Wagner den bedeutenden Dirigenten Arturo Toscanini. Die Proben zu dieser Aufführung erwiesen sich in dem heißen Festspielsommer als äußerst anstrengend. Siegfried Wagner erlitt am 18. Juli 1930 bei einer der Proben einen Herzinfarkt, von dem er sich nicht mehr erholte. Er starb am 4. August 1930 im Alter von 61 Jahren und wurde auf dem Stadtfriedhof in Bayreuth beigesetzt.
Nach Siegfrieds Tod übernahm seine Witwe Winifred bis 1944 die Festspielleitung.

## Politische Einstellung
Bedingt durch seine Einbindung in den antisemitischen Bayreuther Kreis um Cosima Wagner und Houston Stewart Chamberlain wurde Siegfried Wagner schon früh in die Nähe der deutschnationalen und völkischen Bewegung gerückt und von seinem Schwager wiederholt erpresst, seine kosmopolitische Einstellung zu unterdrücken. Er war ein Abonnent des Völkischen Beobachters, der seit 1920 erschien. Politisch interessierter und wesentlich engagierter als Siegfried war erziehungsbedingt jedoch seine Frau Winifred.
Nach dem von Winifred arrangierten Besuch Adolf Hitlers im Haus Wahnfried am 1. Oktober 1923 kurz nach dem Deutschen Tag in Bayreuth urteilte Siegfried Wagner über den Gast: „Hitler ist ein prachtvoller Mensch, die echte deutsche Volksseele.“ Nach einem Empfang bei dem italienischen Faschistenführer Mussolini im März 1924 notierte er: „Alles Wille, Kraft, fast Brutalität. Fanatisches Auge, aber keine Liebeskraft darin wie bei Hitler und Ludendorff.“
Im Juni desselben Jahres schrieb Siegfried Wagner in einem Brief an den Bayreuther Rabbiner Falk Salomon: „Was ich für ein Unglück für das Deutsche Volk halte, ist die Mischung der jüdischen mit der germanischen Rasse.“ Nachdem er als einer der wenigen Zeitgenossen Hitlers Pamphlet gelesen hatte, machte Siegfried jedoch  „offen in Philosemitismus“ (Schreiben an Evelyn Faltis, Bayerische Staatsbibliothek). In einem offenen Brief an Püringer bekannte er: „Mein Vater hat den Juden Unrecht getan“ und in seiner Oper Das Flüchlein, das Jeder mitbekam zeichnete er Hitler als brutal-sadistischen Räuberhauptmann Wolf (= Hitlers Name in den Kreisen der NS), der im dritten Akt überführt wird. Das Libretto dieser Oper legte Siegfried Wagner zu seinem 60. Geburtstag allen geladenen Gästen auf den Teller. Noch 1929 äußerte er gegenüber seiner Mitarbeiterin Evelyn Faltis: „Mit Juden kann man viel besser arbeiten“ (Bayerische Staatsbibliothek).
Ein für den 9. November 1923, Hitlers geplanter „Machtergreifung“, angesetztes festliches Konzert im Münchener Odeon wird als Beleg dafür gewertet, dass Siegfried Wagner um den geplanten Hitler-Ludendorff-Putsch wusste und vom Gelingen des Putsches ausging. Die Komposition Glück, die an dem Abend zur Uraufführung kommen sollte, ist jedoch nicht Hitler gewidmet, sondern, wie u. a. Claus Victor Bock in seiner Biographie Pente Pigadia und die Tagebücher des Clement Harris belegt, Siegfrieds Jugendfreund Clement Harris. Nach dem Scheitern des Putsches und Hitlers Verhaftung korrespondierte Winifred Wagner während dessen Festungshaft mit Hitler. Er soll auf Papier geschrieben haben, das Winifred nach Landsberg schickte. Laut Friedelind Wagner brachte die Begeisterung ihrer Mutter für Hitlers Ideen den Vater zu dem Stoßseufzer „Winni vernichtet alles, was ich verzweifelt aufzubauen versuche“.
Da er grundsätzlich allen jungen männlichen Wagner-Enthusiasten, die Wahnfried besichtigten, das „Du“ anbot, wurde Siegfried Wagner spätestens 1925 einer der wenigen Duzfreunde Hitlers.

## Kompositorisches Schaffen
Neben seinem Einsatz für die Bayreuther Festspiele war Siegfried Wagner auch kompositorisch tätig. Er schuf 17 Opern, zu denen er nach dem Vorbild seines Vaters selbst die Libretti schrieb. Einen durchschlagenden Erfolg auf deutschen Bühnen erzielte er nicht. Schon seine erste Oper Der Bärenhäuter wurde 1899 von der Kritik verrissen. Peter Raabe, der in der Zeit des Nationalsozialismus Präsident der Reichsmusikkammer wurde, nannte sie in der Allgemeinen Musikzeitung 1899 „stammelnde Kompositionsversuche“. Siegfried Wagner selbst schob die Misserfolge auf „Jüdische Machenschaften“ („Dafür sorgt Judas Hass“).
Nachdem vor allem Winifred Wagner Aufführungen der Werke ihres verstorbenen Mannes blockiert hatte, erleben sie seit einigen Jahren eine Renaissance (z. B. bei den Rudolstädter Festspielen oder gelegentlichen Inszenierungen vor allem der ersten Oper Der Bärenhäuter auf anderen Bühnen), zu der auch der Ablauf der Schutzfrist (70 Jahre nach dem Tod des Komponisten) beitrug. Inzwischen liegen mehrere CD-Einspielungen vor, darunter Aufnahmen, die Siegfried Wagners Wirken als Dirigent dokumentieren.

## Nachleben
2017 gab es eine erste internationale Übersichtsausstellung, die von der überregionalen Presse viel beachtet wurde, zu Siegfried Wagner: Bayreuths Erbe aus andersfarbiger Kiste. Sie wurde im Schwulen Museum* Berlin gezeigt. Die Welt schrieb dazu: „Mit seiner epochalen Schau zu Siegfried Wagner bemüht sich das Schwule Museum darum, was eigentlich Sache des Museums Villa Wahnfried in Bayreuth wäre, nämlich den Zusammenhang der erotischen Disposition des 'Meistersohns' mit seiner künstlerischer Entwicklung und mit der familiendynastischen Politik des Wagner-Clans herzustellen. Immerhin geschah das in Zusammenarbeit mit dem Leiter des Wagner-Museums in der Festspielstadt. Anzeichen dafür, dass Sven Friedrich nun wenigstens die aufschlussreiche Berliner Ausstellung übernimmt und demnächst in der von ihm inzwischen mitbespielten Siegfried-Villa zeigen würde, sind allerdings bislang noch nicht erkennbar. Auch er traut sich offenbar nicht, das (für Hinterwäldler) heiße Eisen Homosexualität in Bayreuth anzupacken.“ Zu der Frage einer Übernahme der Ausstellung nach Bayreuth veröffentlichte der Stadtrat der Grünen im Mai 2017 einen Offenen Brief. Darin heißt es: „Die Ausstellung gehört baldmöglichst nach Bayreuth. Es wäre verheerend, wenn sich der Eindruck verfestigte, bestimmte Aspekte der Bayreuther Festspielgeschichte könnten in Berlin, aber nicht in Bayreuth gezeigt und diskutiert werden!“ Inzwischen zeigte das Richard-Wagner-Museum Bayreuth im Frühjahr 2019 eine eigene Siegfried-Wagner-Ausstellung anlässlich des 150. Geburtstags des einstigen Festspielleiters („Siegfried Wagner. Eine Spurensuche“, vom 4. April bis 26. Mai 2019).
Die Berliner Ausstellung wurde kuratiert von Kevin Clarke, als Mitarbeiter des Schwulen Museum*, sowie Achim Bahr und Peter P. Pachl von der Internationalen Siegfried Wagner Gesellschaft. Die Berliner Institution setzte sich dafür ein, dass auch Siegfrieds Nähe zum Nationalsozialismus in der Schau thematisiert wird, auch wenn Siegfrieds Nähe zur NS-Bewegung umstritten ist und sich die Interpretation der Internationalen Siegfried Wagner Gesellschaft e. V. sowie die von Biograf Peter P. Pachl stark unterscheidet von dem, was man in Dokumenten findet, die Brigitte Hamann in ihrem Buch Winifred Wagner oder Hitlers Bayreuth (2002) präsentiert. Kurator Kevin Clarke fasste die Situation zusammen in dem Interview „Das Kreuz mit den schwulen Nazis“.
Zur Ausstellung erschien im Are-Musik-Verlag Mainz eine Essaysammlung, die von Achim Bahr herausgegeben wurde; darin geht es u. a. um die schwul-lesbischen Künstler in Bayreuth zur Zeit von Siegfrieds Festspielleitung, um Siegfrieds Liebesbriefe an den jungen Dirigenten Werner Franz sowie um schwule Subtexte in den Opern Siegfried Wagners.

## Werke

### Opern
- Der Bärenhäuter, Uraufführung am 22. Januar 1899, München
- Herzog Wildfang, Uraufführung am 23. März 1901, München
- Der Kobold, Uraufführung am 29. Januar 1904, Hamburg
- Bruder Lustig, Uraufführung am 13. Oktober 1905, Hamburg
- Sternengebot, Uraufführung am 21. Januar 1908, Hamburg
- Banadietrich, Uraufführung am 23. Januar 1910, Karlsruhe
- Schwarzschwanenreich, Uraufführung am 5. November 1918, Karlsruhe
- Sonnenflammen, Uraufführung am 30. Oktober 1918, Darmstadt
- Der Heidenkönig, Uraufführung am 16. Dezember 1933, Köln
- Der Friedensengel, Uraufführung am 4. März 1926, Karlsruhe
- An allem ist Hütchen schuld!, Uraufführung am 6. Dezember 1917, Stuttgart
- Der Schmied von Marienburg, Uraufführung am 16. Dezember 1923, Rostock
- Rainulf und Adelasia, 1922, Uraufführung (konzertant) 4. Oktober 2003, Metzingen (B.-W.)
- Die heilige Linde, Uraufführung Vorspiel 27. November 1924, Rudolstadt, Uraufführung komplett 2001, Köln/WDR
- Wahnopfer, 1928 (unvollendet, Uraufführung am 10. Juni 1994, Rudolstadt)
- Walamund (unvollendet), 1928
- Das Flüchlein, das Jeder mitbekam, 1929 (unvollendet), Uraufführung nach posthumer Instrumentierung 4. August 1984, Kiel

### Sonstige Werke
- Sehnsucht, Sinfonische Dichtung nach Friedrich Schiller, vor 1895
- Konzertstück für Flöte und Kleines Orchester, 1913
- Konzert für Violine mit Begleitung des Orchesters, 1916
- Friedens-Hymne für Orchester, Chor und Sopransolo, 1918 (unvollendet), Uraufführung in der Instrumentierung von Konrad Bach 2010, Würzburg
- Scherzo Und wenn die Welt voll Teufel war, 1922
- Glück, Sinfonische Dichtung, 1923
- Symphonie in C-Dur, 1925–1927